# Инспектор уголовного розыска
«Инспектор уголовного розыска» — советский детективный фильм режиссёра Суламифи Цыбульник по сценарию Михаила Маклярского и Кирилла Рапопорта.

## Сюжет
Бежавший из мест заключения рецидивист Крот примкнул к группе грабителей. Во время налёта на сберегательную кассу был убит сержант милиции. Возглавивший следствие майор Головко дал в эфир информацию о якобы задержанном преступнике. Затаившиеся было бандиты вынуждены торопиться с бегством. Их поспешностью воспользовалась милиция, и оставшиеся преступники были арестованы при попытке уйти из города.
Успешной развязке помогла помощь следствию одного из налётчиков — Севы Гриневича, человека, из-за которого был на первом этапе отстранён от расследования Головко. Зоя Ткачук, знакомая Головко, виделась несколько раз с Гриневичем у их общего приятеля — художника Архипова. Только после экстренного вмешательства вернувшегося комиссара следователь смог вернуться к прерванной работе.

## В ролях
- Юрий Соломин — Сергей Иванович Головко, майор милиции
- Евгения Ветлова — Зоя Алексеевна Ткачук, манекенщица
- Николай Лебедев — Николай Дмитриевич, комиссар милиции
- Борис Зайденберг — Евгений Игнатьевич Миронов, подполковник милиции
- Александр Голобородько — Елизар Борейко, капитан милиции
- Виктор Мирошниченко — Белоус, капитан милиции (озвучил актёр Павел Морозенко)
- Станислав Бородокин — Сева Гриневич
- Александр Мовчан — «Интеллигент», грабитель-рецидивист
- Владимир Заманский — «Крот», грабитель-рецидивист
- Лев Барашков — сотрудник уголовного розыска
- Герман Качин — Константин Шевцов
- Лесь Сердюк — Алексей Михайлович Шарун, рецидивист по кличке «Цыган»
- Михаил Водяной — фальшивомонетчик Сосин
- Владимир Анисько — Владимир Архипов, художник
- Николай Дупак — полковник Трофименко
- Юрий Сарычев — Пётр, оперативник
- Лев Перфилов — Анатолий Юрьевич Мальцев, дамский парикмахер
- Анна Николаева — Лора
- Нонна Копержинская — Каштанова, соседка Огородниковых
- Дмитрий Франько — сосед Зои
- Екатерина Крупенникова — Кира Васильевна, эксперт-криминалист
- Софья Карамаш — заведующая сберкассой
- Зоя Недбай — Нина Петровна, работница ограбленной сберкассы
- Галина Гиляровская — Нонна Чернышёва
- Маргарита Криницына — Екатерина Фёдоровна
- Неонила Гнеповская — Лорочка, администратор гостиницы
- Витольд Янпавлис — медэксперт
- Андрей Подубинский — оперативник

## Съёмочная группа
- Сценаристы: Михаил Маклярский, Кирилл Рапопорт
- Режиссёр-постановщик: Суламифь Цыбульник
- Оператор: Михаил Чёрный
- Художник: Вульф Агранов
- Композитор: Вениамин Баснер
- Текст песен Михаил Матусовский

Съёмки проходили в Киеве и в Пицунде.

## Критика
Киновед Елена Стишова считала, что «картина откровенно эксплуатирует актёрскую славу Соломина, компенсируя за его счет драматургические и режиссёрские издержки».
Кинокритик Всеволод Ревич оценил фильм «Инспектор уголовного розыска» наряду с фильмом «Будни уголовного розыска»: «Поставленные вполне профессионально, они, к сожалению, не выделились ничем из стандарта подобных картин, стандарта инспекторов, стандарта преступников».